# 盧仲琳

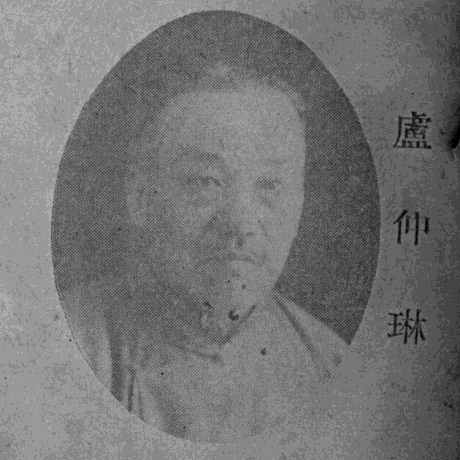
《民国名人图鉴》中的盧仲琳照片

卢仲琳（1880年—？）字伯琅，四川三台人。中国民主革命家，中华民国政治人物。

## 生平
卢仲琳生于清光绪六年（1880年）。自云南高等学堂毕业后，考入法属东京巴维师范大学学习，后毕业回国。1906年加入中国同盟会。参加过镇南关起义、河口起义、黄花岗起义。1909年赴暹罗（今泰国）成立中国同盟会组织。
1913年，任中华民国第一届国会众议院议员。1914年，因反对袁世凯而入狱。1916年出狱。
民国六年（1917年），卢仲琳随孙中山南下护法，出任大元帅府参议。民国七年（1918年），卢仲琳的父母“七秩双寿”，孙中山亲自出席在广州举行的寿筵，并现场书写了一幅寿幅。后来，历任中国国民党本部广州特设办事处财务科主任、通讯处代处长，中国国民党中央党部交际科干事。1925年，任河南省偃师县知事。此后还历任中国国民党四川中江县等级主任、川北各县党务指导员等。卢仲琳曾当选训政时期第一至四届立法院立法委员，行宪后第1届立法委员候補人，制宪国民大会代表。1947年，兼任中国国民党中央党部党史史料编纂委员会名誉委员。